# Charles Tyler
Charles Tyler (* 20. Juli 1941 in Cadiz, Kentucky; † 27. Juni 1992 in Toulon, Frankreich) war ein US-amerikanischer Jazzmusiker (Alt- und Baritonsaxophon).

## Leben und Wirken
Tyler lernte als Kind Piano und begann im College, Klarinette zu spielen. Als Jugendlicher lebte er in Cleveland, wo er in Bluesbands spielte, aber auch mit Albert Ayler arbeitete. Um mit Ayler auftreten zu können, zog er dann nach New York City. Er war an der Aufnahme von Aylers Bells (1963) beteiligt und spielte 1966 und 1967 erste Free-Jazz-Platten als Bandleader ein, unter anderem mit Henry Grimes und Ronald Shannon Jackson. 1967/68 studierte er an der Indiana University Musik. 1969 ließ er sich in Los Angeles nieder, wo er vier Jahre als Lehrer tätig war, aber auch mit Arthur Blythe, Bobby Bradford und David Murray spielte. Anschließend kehrte er nach New York zurück, wo er mit vielen eigenen Gruppen und mit Cecil Taylor und Dewey Redman aktiv und auch gut auf Tonträger dokumentiert wurde. In den 1980ern arbeitete er mit Billy Bang und Wilber Morris, 1984 mit Khan Jamal (Dark Warrior). 1988 erschien sein Album Autumn in Paris. 1991 spielte er mit John Fischer und Perry Robinson.

## Diskografie
- 1966: Charles Tyler Ensemble (ESP-Disk) mit Charles Moffett, Joel Freedman, Henry Grimes, Ronald Shannon Jackson
- 1967: Eastern Man Alone (ESP-Disk) mit David Baker (Cello), Brent McKesson, Kent Brinkley (b)
- 1974: Voyage from Jericho (Akba) mit Ronnie Boykins, Earl Cross, Steve Reid, Arthur Blythe
- 1976: Saga of the Outlaws (Nessa) mit Earl Cross, Steve Reid, Ronnie Boykins, John Ore
- 1978: Live in Europe (AK) mit Ronnie Boykins (bass); Steve Reid (drums, percussion); Melvin Smith (guitar)
- 1979: Sixty Minute Man (Adelphi Records) Solo
- 1981: Definite, Vol. 1 (Storyville Records) mit Earl Cross, Kevin Ross, Steve Reid
- 1986: One Fell Swoop (Silkheart Records) mit Steve Lacy, Oliver Johnson, Jean-Jacques Avenel
- 1988: Autumn in Paris (Silkheart) mit Arne Forsén
- 1992: Mid Western Drifter (Bleu Regard) mit Didier Levallet, Curtis Clark
- 1992: Folly Fun Magic Music (Bleu Regard) mit Bernard Santacruz (contrabass), Rémi Charmasson, Christian Zagaria (violin) Jean-Pierre Jullian (drums)